# بخش قره‌پشتلو
بخش قره‌پشتلو یکی از بخش‌های شهرستان زنجان در استان زنجان ایران است.

## تقسیمات کشوری
- بخش قره‌پشتلو
  - دهستان قره‌پشتلو بالا
  - دهستان قره‌پشتلو پائین
- دهستان زوهرون
- نقاط شهری: ارمغانخانه

## جمعیت
بنابر سرشماری مرکز آمار ایران، جمعیت بخش قره پشتلو شهرستان زنجان در سال ۱۳۸۵ برابر با ۱۷۵۵۹ نفر بوده‌است.